# Damernas 200 meter frisim vid världsmästerskapen i kortbanesimning 2024
Damernas 200 meter frisim vid världsmästerskapen i kortbanesimning 2024 avgjordes den 15 december 2024 i Donau Arena i Budapest i Ungern.
Guldet togs av hongkongska Siobhan Haughey efter ett lopp på 1 minut och 50,62 sekunder. Silvret togs av kanadensiska Mary-Sophie Harvey och bronset togs av amerikanska Claire Weinstein.

## Rekord
Inför tävlingens start fanns följande världs- och mästerskapsrekord:
|                   | Namn            | Nation   | Tid     | Ort                              | Datum            |
| ----------------- | --------------- | -------- | ------- | -------------------------------- | ---------------- |
| Världsrekord      | Siobhan Haughey | Hongkong | 1.50,31 | Abu Dhabi, Förenade arabemiraten | 16 december 2021 |
| Mästerskapsrekord | Siobhan Haughey | Hongkong | 1.50,31 | Abu Dhabi, Förenade arabemiraten | 16 december 2021 |

## Resultat

### Försöksheat
Försöksheaten startade klockan 09:02.
| Placering | Heat | Bana | Namn                     | Nationalitet            | Tid     | Noteringar |
| --------- | ---- | ---- | ------------------------ | ----------------------- | ------- | ---------- |
| 1         | 3    | 3    | Claire Weinstein         | USA                     | 1.52,51 | 0Q0        |
| 2         | 5    | 5    | Mary-Sophie Harvey       | Kanada                  | 1.52,81 | 0Q0        |
| 3         | 3    | 4    | Lani Pallister           | Australien              | 1.53,01 | 0Q0        |
| 4         | 3    | 5    | Leah Neale               | Australien              | 1.53,48 | 0Q0        |
| 5         | 5    | 4    | Siobhan Haughey          | Hongkong                | 1.53,76 | 0Q0        |
| 6         | 4    | 7    | Paige Madden             | USA                     | 1.53,94 | 0Q0        |
| 7         | 4    | 4    | Freya Anderson           | Storbritannien          | 1.53,99 | 0Q0        |
| 8         | 5    | 3    | Sofia Morini             | Italien                 | 1.54,29 | 0Q0        |
| 9         | 5    | 6    | Giulia D'Innocenzo       | Italien                 | 1.54,41 | R          |
| 10        | 4    | 1    | Minna Ábrahám            | Ungern                  | 1.54,46 | R          |
| 11        | 5    | 2    | Darja Klepikova          | Neutral Athletes B      | 1.54,65 |            |
| 12        | 4    | 5    | Nikolett Pádár           | Ungern                  | 1.54,84 |            |
| 13        | 3    | 6    | Maria Fernanda Costa     | Brasilien               | 1.55,00 |            |
| 14        | 4    | 3    | Snæfríður Jórunnardóttir | Island                  | 1.55,48 |            |
| 15        | 5    | 8    | Nicole Maier             | Tyskland                | 1.55,75 |            |
| 16        | 4    | 6    | Gong Zhenqi              | Kina                    | 1.56,81 |            |
| 17        | 3    | 8    | Sofia Åstedt             | Sverige                 | 1.56,83 |            |
| 18        | 2    | 6    | Gan Ching Hwee           | Singapore               | 1.56,85 |            |
| 19        | 4    | 8    | María Daza               | Spanien                 | 1.57,19 |            |
| 20        | 5    | 1    | Wiktoria Guść            | Polen                   | 1.57,38 |            |
| 21        | 3    | 1    | Julia Mrozinski          | Tyskland                | 1.57,60 |            |
| 22        | 4    | 2    | Darja Trofimova          | Neutral Athletes B      | 1.57,94 |            |
| 23        | 3    | 0    | Francisca Martins        | Portugal                | 1.58,01 |            |
| 24        | 3    | 2    | Kong Yaqi                | Kina                    | 1.58,28 |            |
| 25        | 2    | 4    | Smiltė Plytnykaitė       | Litauen                 | 1.59,43 |            |
| 26        | 4    | 9    | Tiffany Murillo          | Colombia                | 1.59,96 |            |
| 27        | 2    | 2    | Iman Avdić               | Bosnien och Hercegovina | 2.00,10 |            |
| 28        | 2    | 3    | Andrea Becali            | Kuba                    | 2.00,26 |            |
| 29        | 2    | 5    | Jesse Welsh              | Nya Zeeland             | 2.01,61 |            |
| 30        | 5    | 9    | Zehra Bilgin             | Turkiet                 | 2.01,86 |            |
| 31        | 2    | 7    | Logan Watson-Brown       | Bermuda                 | 2.04,48 |            |
| 32        | 2    | 8    | Paige van der Westhuizen | Zimbabwe                | 2.04,89 |            |
| 33        | 2    | 0    | Sara Jankovikj           | Nordmakedonien          | 2.05,10 |            |
| 34        | 1    | 5    | Jehanara Nabi            | Pakistan                | 2.06,27 |            |
| 35        | 2    | 1    | Keisy Castro             | Costa Rica              | 2.07,10 |            |
| 36        | 2    | 9    | Maria Lopes Freitas      | Angola                  | 2.09,58 |            |
| 37        | 1    | 6    | Aiymkyz Aidaralieva      | Kirgizistan             | 2.09,89 |            |
| 38        | 1    | 3    | Duana Lama               | Nepal                   | 2.11,08 |            |
| 39        | 1    | 4    | Riga Shala               | Kosovo                  | 2.12,27 |            |
| 40        | 1    | 2    | Valentina Howell         | Panama                  | 2.12,54 |            |
| 41        | 3    | 7    | Abbie Wood               | Storbritannien          | 0DNS0   | 0DNS0      |
| 41        | 3    | 9    | Laura Lahtinen           | Finland                 | 0DNS0   | 0DNS0      |
| 41        | 5    | 0    | Iris Julia Berger        | Österrike               | 0DNS0   | 0DNS0      |
| 41        | 5    | 7    | Janja Šegel              | Slovenien               | 0DNS0   | 0DNS0      |

### Final
Finalen startade klockan 18:26.
| Placering | Bana | Namn               | Nationalitet   | Tid     | Noteringar |
| --------- | ---- | ------------------ | -------------- | ------- | ---------- |
| 1         | 2    | Siobhan Haughey    | Hongkong       | 1.50,62 |            |
| 2         | 5    | Mary-Sophie Harvey | Kanada         | 1.51,49 | 0AR0       |
| 3         | 4    | Claire Weinstein   | USA            | 1.51,62 | 0VRJ0      |
| 4         | 3    | Lani Pallister     | Australien     | 1.51,75 |            |
| 5         | 1    | Freya Anderson     | Storbritannien | 1.52,14 |            |
| 6         | 7    | Paige Madden       | USA            | 1.52,93 |            |
| 7         | 6    | Leah Neale         | Australien     | 1.53,21 |            |
| 8         | 8    | Sofia Morini       | Italien        | 1.54,17 |            |